# Halucinacija (veštačka inteligencija)
U oblasti veštačke inteligencije (AI), halucinacija ili veštačka halucinacija (koja se naziva i lažiranje, konfabulacija ili zabluda) je respons koji generiše AI koji sadrži lažne ili obmanjujuće informacije predstavljene kao činjenica. Ovaj termin ima labavu analogiju sa ljudskom psihologijom, gde halucinacije obično uključuju lažne percepcije. Međutim, postoji ključna razlika: AI halucinacije su povezane sa pogrešnim responsima ili verovanjima, a ne sa perceptivnim iskustvima.
Na primer, čet-bot koji pokreće veliki jezički modeli (LLM), kao što je ChatGPT, može da ugradi nasumične neistine koje zvuče uverljivo u svoj generisani sadržaj. Istraživači su prepoznali ovaj problem i do 2023. godine analitičari su procenili da čet-botovi haluciniraju čak 27% vremena, a činjenične greške prisutne su u 46% njihovih odgovora. Otkrivanje i ublažavanje ovih halucinacija predstavlja značajne izazove za praktičnu primenu i pouzdanost LLM-a u scenarijima iz stvarnog sveta. Neki istraživači veruju da specifični izraz „AI halucinacije“ nerazumno antropomorfizuje računare.